# Минское русское слово
«Минское русское слово» — ежедневная газета, выходившая в Минске с 17 июня 1912 по 28 февраля 1913 года, орган Всероссийского союза националистов. Редактор-издатель — Лев Цветков.

## История
Газета являлась органом «правой русской печати», основанным на принципах «самодержавия, православия и народности». Выступала против белорусского национального движения, считая белорусов одной из ветвей русского народа, вела антипольскую и антиеврейскую агитацию.
Газета фактически являлась неофициальным отделом газеты «Минские губернские ведомости» — официальной газеты, издававшейся в 1838—1917 годах Минским губернским правлением. Последняя не пользовалась особенной популярностью и для активизации роли в общественно-политической жизни издавала в разное время подобные газеты (кроме «Минского русского слова» — ещё «Минское слово», «Минские ведомости», «Минские ежедневные ведомости», «Северо-западная жизнь») под видом независимых.